# Saab Paddan

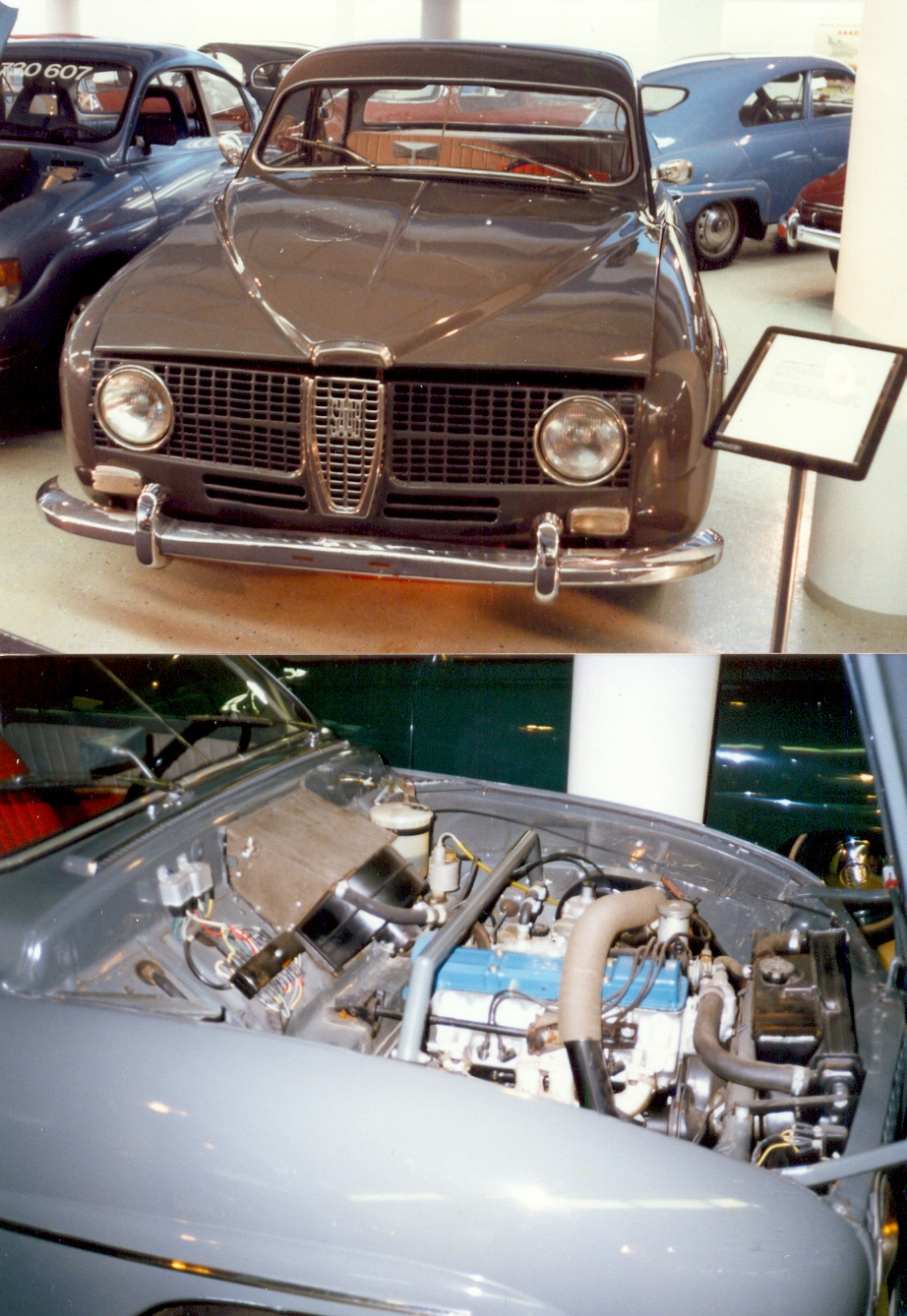
Paddan med rak fyra.

Saab Paddan var en bil som Saab byggde 1966 för att testa chassi, drivlina och motor för Saab 99.
2 april 1965, på Gudmunds namnsdag och efter många års planering, startade Saab Projekt Gudmund. Projektets mål var att utveckla något nytt och större som kunde ersätta Saab 96. Den nya bilen blev Saab 99, designad av Sixten Sason och först visad i Stockholm 22 november 1967.
Anledningen att Paddan byggdes var att hålla utvecklingsarbetet för den nya modellen hemligt. Saab 99 skulle bli företagets första radikala ändring av karossformen sedan 1947. Paddan använde sig av karossen från en Saab 96, som var tillräckligt lång för ändamålet men breddad 20 cm. Detta gjordes genom att kapa karossen på mitten och svetsa på 20 cm stålplåt. Skarven syntes tydligt på vindrutan och bakrutan. Naturligtvis måste även grillen och motorhuven breddas på liknande sätt. Den snedställda fyran från Triumph ersatte V4:an från Saab 96. 
Paddans användning i projektet var ganska kortlivad. Man trodde mycket riktigt att den breddade karossen inte skulle märkas eftersom 96:or var så vanliga. Det fungerade ända tills Paddan observerades när den körde om en normal 96:a vilket gjorde skillnaden i proportioner uppenbar. Fyra Paddor gjordes, men bara en finns kvar.
Vidare testning och utveckling gjordes på Saab 'Daihatsu', en testbil med den nya karossen men med en skylt där det stod 'Daihatsu' för att undvika att journalister skulle identifiera den.